# Héctor Luis Anaya Villanueva
Hector Luis Anaya Villanueva es un político mexicano, miembro del Partido Asociación por la Democracia Colimense. Es licenciado en Administración de Empresas.
Actualmente es Regidor del H. Ayuntamiento de Villa de Álvarez, Colima. Periodo que comprende 16 de octubre de 2009 al 15 de octubre de 2012.